# Anne Hobbs
Anne Hobbs (Nottingham, 21 agosto 1959) è un'ex tennista britannica.

## Carriera
In carriera ha vinto 2 titoli in singolare e 8 titoli di doppio. Nei tornei del Grande Slam ha ottenuto il suo miglior risultato raggiungendo la finale di doppio agli Australian Open nel 1983 e agli US Open nel 1984, e la finale nel doppio misto agli Australian Open nel 1987.
In Fed Cup ha disputato un totale di 33 partite, vincendone 21 e perdendone 12.

## Statistiche

### Singolare

#### Vittorie (2)
| Numero | Anno | Torneo                                       | Superficie | Avversaria in finale | Punteggio     |
| 1.     | 1983 | Virginia Slims of Indianapolis, Indianapolis | Cemento    | Ginny Purdy          | 6–4, 6–7, 6–4 |
| 2.     | 1985 | ASB Classic, Auckland                        | Erba       | Louise Field         | 6–3, 6–1      |

### Doppio

#### Vittorie (8)
| Numero | Anno | Torneo                            | Superficie  | Compagna        | Avversarie in finale             | Punteggio     |
| 1.     | 1982 | DFS Classic, Birmingham           | Erba        | Jo Durie        | Rosie Casals Wendy Turnbull      | 6-3, 6-2      |
| 2.     | 1983 | WTA German Open, Berlino          | Terra rossa | Jo Durie        | Claudia Kohde Kilsch Eva Pfaff   | 6–4, 7–6      |
| 3.     | 1983 | Canada Open, Toronto              | Cemento     | Andrea Jaeger   | Rosalyn Fairbank Candy Reynolds  | 6-4, 5-7, 7-5 |
| 4.     | 1983 | National Panasonic Open, Brisbane | Erba        | Wendy Turnbull  | Pam Shriver Sharon Walsh         | 6-3, 6-4      |
| 5.     | 1983 | New South Wales Open, Sydney      | Erba        | Wendy Turnbull  | Hana Mandlíková Helena Suková    | 6-4, 6-3      |
| 6.     | 1984 | Virginia Slims of Denver, Denver  | Cemento     | Marcella Mesker | Sherry Acker Candy Reynolds      | 6–2, 6–3      |
| 7.     | 1984 | WTA German Open, Berlino          | Terra rossa | Candy Reynolds  | Kathleen Horvath Virginia Ruzici | 6-3, 4-6, 7-6 |
| 8.     | 1985 | ASB Classic, Auckland             | Erba        | Candy Reynolds  | Lea Antonoplis Adriana Villagrán | 6-1, 6-3      |